# Bursaria reevesii
Bursaria reevesii är en tvåhjärtbladig växtart som beskrevs av L. W. Cayzer, M. D. Crisp och I. R. H. Telford. Bursaria reevesii ingår i släktet Bursaria och familjen Pittosporaceae. Inga underarter finns listade.